# Mike Bantom
Michael Allen Bantom (Filadelfia, Pensilvania, 3 de diciembre de 1951) es un exjugador y entrenador de baloncesto estadounidense que jugó 9 temporadas en la NBA, además de hacerlo durante otras 7 en la liga italiana. Con 2,05 metros de altura, lo hacía en la posición de ala-pívot. Desde 1999 es Vicepresidente de Desarrollo de Jugadores de la NBA.

## Trayectoria deportiva

### Universidad
Jugó durante tres temporadas con los Hawks de la Universidad de Saint Joseph's, en las que promedió 20,1 puntos y 13,7 rebotes por partido. Es el segundo máximo reboteador de la historia de los Hawks, con 1151 rechaces. En 1973 fue incluido en el tercer equipo All-American.

### Selección nacional
Fue convocado con la selección de baloncesto de Estados Unidos para disputar los Juegos Olímpicos de Múnich 1972, participando por tanto en aquella polémica final que acabó con el triunfo de la Unión Soviética en el último segundo. Allí jugó en nueve partidos, en los que promedió 7,6 puntos por partido.

### Profesional
Fue elegido en la octava posición del Draft de la NBA de 1973 por Phoenix Suns, y también por los Denver Nuggets en la primera ronda del draft de la ABA, eligiendo la primera opción. En su primer año promedió 10,1 puntos y 6,8 rebotes por partido, lo que le valió para ser incluido en el Mejor quinteto de rookies de la temporada. Tras la adquisición de Alvan Adams por parte de los Suns en el draft de 1975, Bantom pasó a jugar muy pocos minutos, siendo traspasado al poco tiempo de comenzar la temporada a Seattle Supersonics, de donde fue enviado a New Jersey Nets mediada la temporada siguiente. Allí tampoco encontró hueco en el equipo, siendo enviado al finalizar la temporada a Indiana Pacers junto con Adrian Dantley, a cambio de Billy Knight.
En los Pacers por fin encontró sitio en el quinteto titular, jugando su mejor temporada como profesional en su primer año allí, promediando 15,3 puntos y 7,4 rebotes por encuentro. Jugó tres temporadas y media más en el equipo, siempre como titular, hasta que en la temporada 1981-82 fue traspasado a Philadelphia 76ers.
Tras acabar la temporada en los sixers, decide continuar su carrera profesional en la liga italiana, fichando por el Sapori Siena, ya con 30 años, con los que jugaría 3 temporadas en la Serie A2. De allí iría al Berloni Torino, ya en la Serie A1, donde jugaría un año, para fichar posteriormente por el Banco di Roma, donde pasaría sus tres últimos años como profesional, siempre a un buen nivel, como lo demuestran los 16,2 puntos y 8,6 rebotes por partido de su última temporada en activo.

## Estadísticas de su carrera en la NBA

### Temporada regular
| Temporada | Edad | Equipo        | Liga | P   | TIT | MIN  | TC  | TCA  | %TC  | 3P  | 3PA | %3P  | TL  | TLA | %TL   | R.OF. | R.DEF. | REB | ASIS | ROB | TAP | PER | FP  | PTS  |
| 1973-74   | 22   | Phoenix       | NBA  | 76  |     | 26.1 | 4.1 | 10.4 | .399 |     |     |      | 1.9 | 2.8 | .662  | 2.3   | 4.6    | 6.8 | 2.1  | 0.7 | 0.6 |     | 3.8 | 10.1 |
| 1974-75   | 23   | Phoenix       | NBA  | 82  |     | 27.3 | 5.1 | 11.1 | .461 |     |     |      | 2.3 | 3.2 | .714  | 2.6   | 4.2    | 6.7 | 1.9  | 0.8 | 0.6 |     | 3.3 | 12.5 |
| 1975-76   | 24   | TOTAL         | NBA  | 73  |     | 21.5 | 3.0 | 6.5  | .462 |     |     |      | 1.9 | 2.7 | .683  | 1.9   | 3.4    | 5.4 | 1.4  | 0.4 | 0.4 |     | 3.0 | 7.9  |
| 1975-76   | 24   | Phoenix       | NBA  | 7   |     | 9.7  | 1.1 | 3.7  | .308 |     |     |      | 0.7 | 0.7 | 1.000 | 1.0   | 2.3    | 3.3 | 0.4  | 0.3 | 0.3 |     | 1.9 | 3.0  |
| 1975-76   | 24   | Seattle       | NBA  | 66  |     | 22.8 | 3.2 | 6.8  | .471 |     |     |      | 2.0 | 2.9 | .675  | 2.0   | 3.6    | 5.6 | 1.5  | 0.4 | 0.4 |     | 3.2 | 8.4  |
| 1976-77   | 25   | TOTAL         | NBA  | 77  |     | 24.8 | 4.7 | 9.8  | .478 |     |     |      | 2.9 | 4.0 | .723  | 2.4   | 3.7    | 6.1 | 1.3  | 0.8 | 0.6 |     | 3.0 | 12.3 |
| 1976-77   | 25   | Seattle       | NBA  | 44  |     | 18.1 | 3.1 | 6.4  | .488 |     |     |      | 1.3 | 1.9 | .690  | 1.9   | 2.3    | 4.2 | 1.2  | 0.8 | 0.5 |     | 2.6 | 7.5  |
| 1976-77   | 25   | New York Nets | NBA  | 33  |     | 33.8 | 6.8 | 14.4 | .473 |     |     |      | 5.0 | 6.8 | .735  | 3.1   | 5.6    | 8.6 | 1.5  | 0.8 | 0.8 |     | 3.6 | 18.6 |
| 1977-78   | 26   | Indiana       | NBA  | 82  |     | 33.8 | 6.1 | 12.8 | .479 |     |     |      | 3.1 | 4.2 | .743  | 2.2   | 5.2    | 7.4 | 2.9  | 1.2 | 0.6 | 2.7 | 4.1 | 15.3 |
| 1978-79   | 27   | Indiana       | NBA  | 81  |     | 31.2 | 6.0 | 12.8 | .465 |     |     |      | 2.8 | 4.2 | .672  | 2.8   | 5.2    | 8.0 | 2.8  | 1.2 | 0.8 | 2.4 | 3.9 | 14.7 |
| 1979-80   | 28   | Indiana       | NBA  | 77  |     | 30.3 | 5.0 | 9.9  | .505 | 0.0 | 0.0 | .333 | 1.8 | 2.7 | .665  | 2.5   | 3.4    | 5.9 | 3.6  | 1.1 | 0.6 | 2.5 | 3.5 | 11.8 |
| 1980-81   | 29   | Indiana       | NBA  | 76  |     | 31.3 | 5.7 | 11.6 | .489 | 0.0 | 0.1 | .000 | 2.6 | 3.7 | .708  | 2.0   | 3.6    | 5.6 | 3.2  | 1.1 | 1.1 | 2.6 | 3.7 | 14.0 |
| 1981-82   | 30   | TOTAL         | NBA  | 82  | 38  | 24.6 | 4.1 | 8.7  | .469 | 0.0 | 0.1 | .333 | 2.0 | 3.3 | .629  | 2.1   | 3.2    | 5.4 | 1.4  | 0.8 | 0.7 | 1.8 | 3.3 | 10.2 |
| 1981-82   | 30   | iNDIANA       | NBA  | 39  | 37  | 26.6 | 4.6 | 10.4 | .438 | 0.0 | 0.1 | .333 | 2.6 | 3.9 | .660  | 2.2   | 3.3    | 5.5 | 1.7  | 1.0 | 0.6 | 2.2 | 3.6 | 11.7 |
| 1981-82   | 30   | Philadelphia  | NBA  | 43  | 1   | 22.8 | 3.6 | 7.1  | .510 | 0.0 | 0.1 | .333 | 1.6 | 2.7 | .588  | 2.0   | 3.2    | 5.3 | 1.1  | 0.6 | 0.9 | 1.5 | 3.1 | 8.8  |
| Total     |      |               | NBA  | 706 | 38  | 27.9 | 4.9 | 10.4 | .468 | 0.0 | 0.1 | .200 | 2.4 | 3.4 | .692  | 2.3   | 4.1    | 6.4 | 2.3  | 0.9 | 0.7 | 2.4 | 3.5 | 12.1 |

### Playoffs
| Temporada | Edad | Equipo       | Liga | P  | MIN | TCA | TC  | 3PA | 3P | TLA | TL | R.OF. | REB | ASIS | ROB | TAP | PER | FP | PTS | %TC  | %3P | %FT  | MIN  | PTS  | REB | AST |
| 1975-76   | 24   | Seattle      | NBA  | 6  | 114 | 22  | 38  |     |    | 14  | 20 | 9     | 23  | 8    | 4   | 2   |     | 27 | 58  | .579 |     | .700 | 19.0 | 9.7  | 3.8 | 1.3 |
| 1980-81   | 29   | Indiana      | NBA  | 2  | 51  | 12  | 16  | 0   | 0  | 5   | 7  | 5     | 8   | 1    | 1   | 1   | 6   | 10 | 29  | .750 |     | .714 | 25.5 | 14.5 | 4.0 | 0.5 |
| 1981-82   | 30   | Philadelphia | NBA  | 21 | 399 | 36  | 91  | 0   | 0  | 19  | 42 | 39    | 77  | 24   | 15  | 9   | 24  | 60 | 91  | .396 |     | .452 | 19.0 | 4.3  | 3.7 | 1.1 |
| Total     |      |              | NBA  | 29 | 564 | 70  | 145 | 0   | 0  | 38  | 69 | 53    | 108 | 33   | 20  | 12  | 30  | 97 | 178 | .483 |     | .551 | 19.4 | 6.1  | 3.7 | 1.1 |